# Arthur St. Clair
Arthur St. Clair (23. března 1737 Skotsko – 31. srpna 1818 Pensylvánie) byl americký voják a politik. Narodil se ve skotském Thursu a během francouzsko-indiánské války sloužil v britské armádě. Poté se usadil v Pensylvánii, kde pracoval jako úředník. Během americké revoluční války dostal hodnost generálmajora v kontinentální armádě, ale po kontroverzním ústupu od pevnosti Ticonderoga byl velení zbaven.
Po válce pracoval jako prezident Kontinentálního kongresu. Během svého funkčního období se podílel na vytvoření dokumentu Northwest Ordinance. V roce 1788 se stal guvernérem velkého území zvaného Severozápadní teritorium (Northwest Territory). V roce 1791 velel americké armádě v bitvě, při níž utrpěla nejhorší porážku od Indiánů vůbec. V roce 1802 se z politiky stáhl a nebyl nadále součástí administrativy Thomase Jeffersona.

## Mládí
Arthur St. Clair se narodil v Thurso v Caithness ve Skotsku. Z jeho mládí je známo jen málo. Životopisci odhadovali rok jeho narození na rok 1734, následně historici upřesnili datum jeho narození na 23. březen 1737. Jeho rodiči byli pravděpodobně William Sinclair, obchodník a Elizabeth Balfour. Arthur St. Clair se údajně vzdělával na univerzitě v Edinburghu, poté se stal asistentem renomovaného lékaře Williama Huntera.
St. Clair se v roce 1760 oženil s Phoebe Bayard, členkou jedné z nejvýznamnějších rodin v Bostonu. Její matka jmenovala Bowdoin a byla sestrou Jamesa Bowdoina, koloniálního guvernéra státu Massachusetts. V roce 1757, St. Clair si zakoupil hodnost v britské armádě, v Royal American Regiment (královský americký pluk). Do Ameriky se dostal s flotilou admirála Edwarda Boscawena v čase francouzsko-indiánské války. Sloužil pod generálem Jeffery Amherstem v bitvě o Louisburg v Novém Skotsku 26. července 1758, která byla klíčovou bitvou americké sedmileté války. Dne 17. dubna 1759 se stal poručíkem a byl přidělen pod generála Jamese Wolfa. Pod jeho velením bojoval v bitvě na Abrahamových pláních, která skončila dobytím Quebecu a fakticky ukončila vládu Francie v Kanadě.

## Kolonista v Severní Americe
Dne 16. dubna 1762 rezignoval na svou hodnost a v roce 1764 se usadil v údolí Ligonier Valley v Pensylvánii, koupil zde půdu a postavil mlýn. Stal se největším vlastníkem půdy v západní Pensylvánii.
V roce 1770 se St. Clair stal soudním úředníkem, členem proprietární rady, soudcem, zapisovatelem a úředníkem sirotčího soudu, a protonotářem okresů Bedford a Westmoreland.
V roce 1774 si kolonie Virginie nárokovala území kolem Pittsburghu v Pensylvánii. Obyvatelé západní Pensylvánie s tím nesouhlasili, ozbrojili se a vytvořili domobranu. St. Clair vydal rozkaz k zatčení důstojníka, který vedl vojska ve Virginii. Válka lorda Dunmora nakonec pohraniční spor vyřešila.

## Americká revoluční válka
V polovině let 1770 se St. Clair považoval za spíše amerického než britského občana. V lednu 1776 přijal nabídku stát se v kontinentální armádě plukovníkem a velitelem 3. pensylvánského pluku. Poprvé se zúčastnil bitvy o Quebec, kde viděl zblízka boj v bitvě o Trois-Rivières. V srpnu 1776 ho George Washington jmenoval brigádním generálem a dal mu úkol pomáhat organizování milic v New Jersey. S generálem Washingtonem se v noci z 25. na 26. prosince 1776 zúčastnil překročení řeky Delaware před bitvou o Trenton. Mnoho historiků připisuje St. Clairovi vytvoření strategie, která vedla k vítězství v bitvě o Princeton v New Jersey 3. ledna 1777. St. Clair byl v únoru 1777 povýšen do hodnosti generálmajora.
V dubnu 1777 byl St. Clair poslán bránit pevnost Ticonderoga. Jeho malá posádka nemohla odolat britské přesile generála Johna Burgoyna v bitvě u Saratogy. St. Clair byl nucený 5. července 1777 ustoupit u Fort Ticonderogy, stáhl své síly a v bitvě už nehrál žádnou roli. V roce 1778 stál před válečným soudem za ztrátu Ticonderogy. Soud jej sice osvobodil a on se vrátil k vojenské službě, ale už nedostal žádné bojové úkoly. I nadále však sloužil jako aide-de-camp (pobočník) generála Washingtona, který o něm měl stále vysoké mínění. St. Clair byl v Yorktownu, když se Lord Cornwallis se svou britskou armádou vzdal Američanům.

## Prezident Kongresu

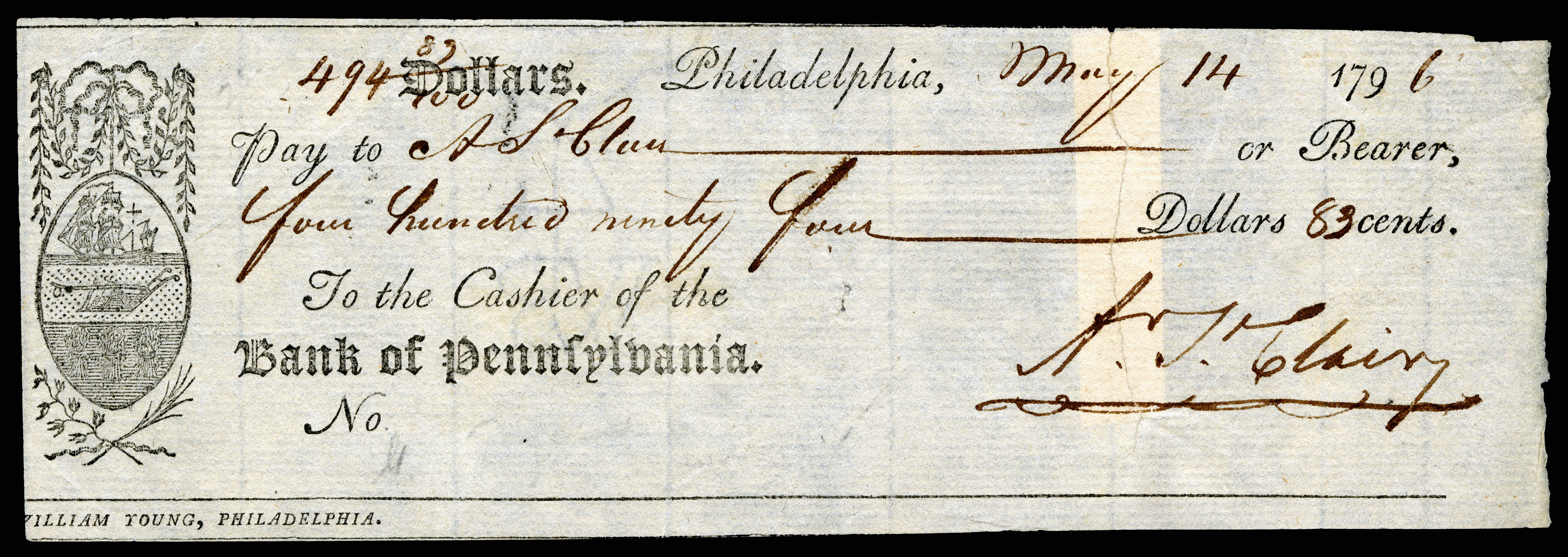
Podpis St. Claira jako guvernéra Northwest Territory (1796)

St. Clair byl členem Pennsylvania Council of Censors (Pensylvánské rady cenzorů) v roce 1783 a byl zvolen delegátem Konfederačního kongresu, kde pracoval od 2. listopadu 1785 do 28. listopadu 1787. Počátkem roku 1786 vypukla rebelie vedená Danielem Shaysem, veteránem americké revoluční války. Vzpoura vypukla jako spor o půdu a výši daní. K urovnání konfliktu byl vyzván i konfederační Kongres, který v té době jistým způsobem fungoval jako federální vláda. Dne 2. února 1787 se delegáti Kongresu konečně shromáždili do usnášeníschopného počtu a zvolili St. Claira na jednoleté funkční období svým předsedou. Kongres přijal jeho nejdůležitější právní předpis, Northwest Ordinance. Filadelfský ústavní konvent v roce 1787 navrhl ústavu Spojených států, čímž došlo ke zrušení konfederačního Kongresu (1788).

## Severozápadní teritorium
Na základě Northwest Ordinance, který vytvořil Severozápadní teritorium (Northwest Territory), se generál St. Clair stal guvernérem tohoto území. To zahrnovalo dnešní státy Ohio, Indiana, Illinois, Michigan, a také části států Wisconsin a Minnesota. Své sídlo zřídil v Cincinnati. Zavedl tzv. Maxwellův zákoník (pojmenován po tiskaři Williamu Maxwellovi), což byl první psaný soubor zákonů pro toto území. Dále se snažil zbavit nároků indiánských kmenů na jím spravovanou oblast. V roce 1789 sezval domorodé náčelníky, aby podepsali smlouvu ve Fort Harmaru, ale mnozí indiánští vůdci nedostali pozvání k účasti na jednáních, případně odmítli přijít. Smlouva místo řešení přinesla spíše další eskalaci konfliktu, který nese název severozápadní indiánská válka (případně válka Malé želvy). Vzájemné nepřátelství vyústilo v kampaň vedenou generálem Josiahem Harmarem, jehož 1500 milicionářů bylo Indiány poraženo v říjnu 1790.
V březnu 1791 se St. Clair stal velitelem americké armády místo Harmara a získal hodnot generálmajora. Osobně pak vedl trestnou expedici, kterou tvořily dva pluky pravidelné armády a množství domobrany. V říjnu nechal zbudovat Fort Jefferson, jež měla sloužit především jako zásobní pevnost (původní jméno také znělo Fort Deposit). Začátkem listopadu se útvar dostal do střetu s Indiány z osad v okolí řeky Wabash. Dne 4. listopadu 1791 došlo k bitvě, při níž Američané utrpěli zdrcující porážku od indiánských bojovníků, jež vedl náčelník Miamiů Malá želva a Šavanů Modrý kabát. Debakl dostal jméno St. Clairova porážka (někdy se jí též říká bitva na řece Wabash). Celkové ztráty Američanů (mrtví, ranění, zajatí) se pohybovaly okolo 1000, Indiáni přišli jen o několik desítek bojovníků. Jednalo se tak o nejtěžší porážku, jakou kdy americká armáda od Indiánů utrpěla. Zraněn při střetu byl i St. Clair. Ačkoliv ho následné vyšetřování zprostilo viny za tuto potupu, St. Clair rezignoval na svou funkci armádního velitele a požádal Washingtona, aby ho ponechal ve funkci guvernéra Severozápadního teritoria.
V roce 1800 došlo k rozdělení Severozápadního teritoria a St. Clair se stal guvernérem jižní části zvané Ohio Territory. Byl federalista a doufal, že se z teritoria vytvoří dva státy, nicméně opozice ze strany demokratických republikánů byla velmi silná. V roce 1802 zpochybnil moc amerického Kongresu při zasahování do záležitostí teritoria, načež ho prezident Thomas Jefferson odvolal z funkce. Tím skončil jeho aktivní politický život.

## Konec života a odkaz
V důchodu St. Clair žil s rodinou jeho dcery Louisy St. Clair Robb, mezi Ligonier a Greensburgem. Zemřel v chudobě v Greensburgu v Pensylvánii 31. srpna 1818 ve věku 81 let. Jeho ostatky jsou pohřbeny v Greensburgu. Jeho žena Phoebe krátce nato zemřela a je pohřbena vedle něj.
Parník americké občanské války byl na jeho počest pojmenován USS St. Clair. Mnohá místa nejen v Pensylvánii, ale také v Ohiu, Illinois, Missouri a v Alabamě nesou jeho jméno.

## Poznámka
1. ↑  Válka lorda Dunmora byl konflikt mezi kolonií Virginie a americkými Indiány Shawnee a Mingo z roku 1774.
Guvernér Virginie během konfliktu byl John Murray, 4. hrabě z Dunmore - Lord Dunmore. Požádal Virginia House of Burgesses, aby vyhlásil válečný stav. Konflikt vyplynul z eskalace násilí mezi britskými kolonisty, kteří v souladu s předchozími smlouvami začali osídlovat území na jih od řeky Ohio, a Indiány, kteří měli smluvní právo lovu na tomto území. V důsledku útoků na osadníky byla válka prohlášena za „uklidnění skupin nepřátelských Indiánů“. Válka skončila vítězstvím Virginie v Battle of Point Pleasant 10. října 1774.
V důsledku tohoto vítězství Indiáni ztratili právo lovit v této oblasti a souhlasili s uznáním řeky Ohio jako hranicí mezi indiánským územím a britskými koloniemi.V tomto článku byl použit překlad textu z článku Lord Dunmore's War na anglické Wikipedii.